# Anne-Elizabeth Stone
Anne-Elizabeth Leigh "Eliza" Stone (ur. 31 grudnia 1990 w Oklahoma City) – amerykańska szablistka, czterokrotna medalistka mistrzostw świata.
Podczas mistrzostw świata w Budapeszcie w 2013 roku Amerykanki w składzie: Ibtihaj Muhammad, Anne-Elizabeth Stone, Dagmara Wozniak i Mariel Zagunis zdobyły drużynowo brązowy medal. W tej samej konkurencji zdobyła również złoto na mistrzostwach świata w Kazaniu (2014) i brąz na mistrzostwach świata w Moskwie (2015). Ponadto zajęła trzecie miejsce w turnieju indywidualnym na mistrzostwach świata w Wuxi (2018). Wyprzedziły ją jedynie dwie Rosjanki: Sofija Pozdniakowa i Sofja Wielika.
Wystartowała na igrzyskach olimpijskich w Tokio w 2020 roku, gdzie była szósta drużynowo i dziewiętnasta indywidualnie. 
Ponadto wywalczyła złote medale indywidualnie i drużynowo na igrzyskach panamerykańskich w Limie w 2019 roku.